# إغنازيو أباتي

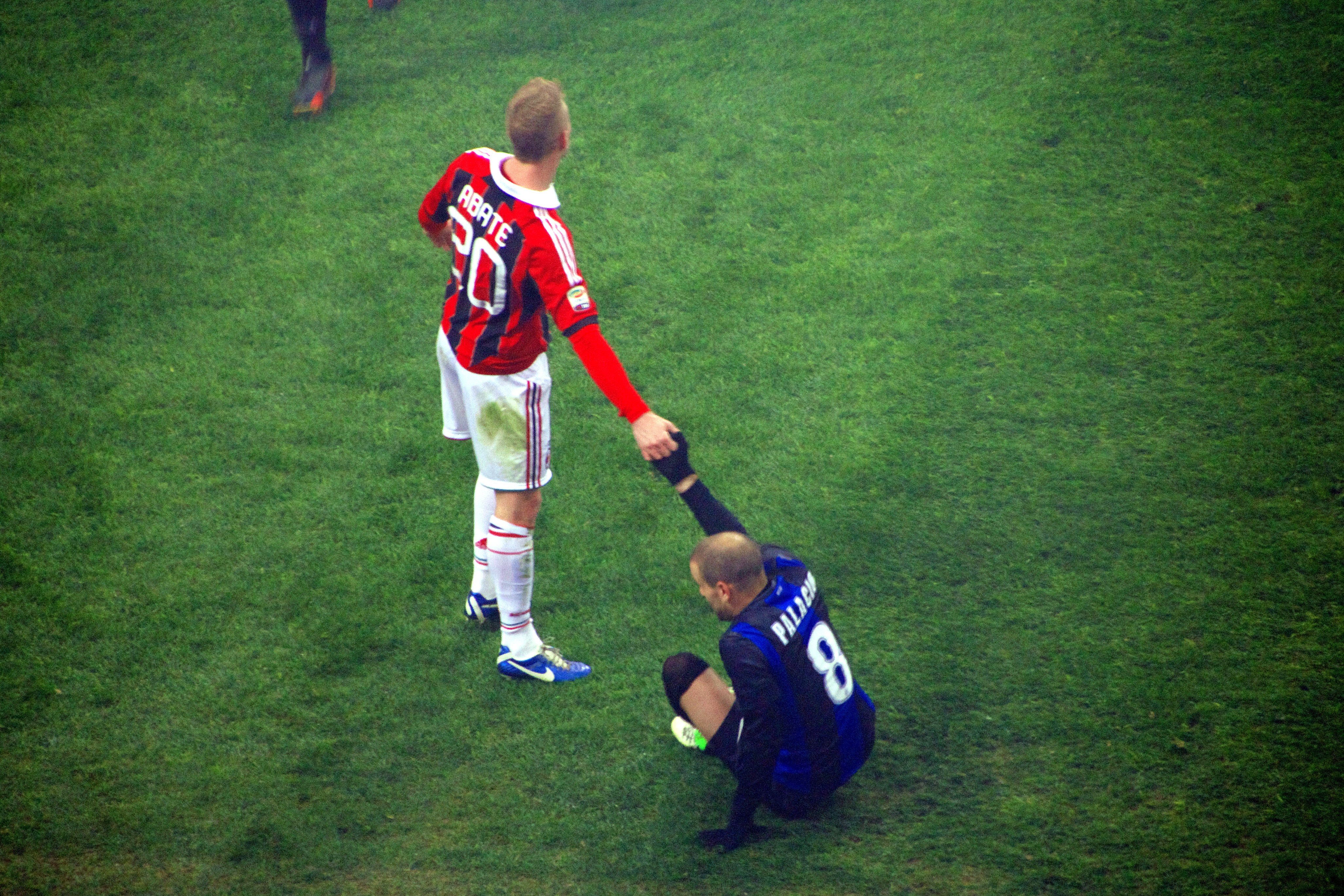

 إغنازيو أباتي  ( Ignazio Abate ) ، (ميلانو، 12 نوفمبر 1986) لاعب كرة قدم إيطالي. يلعب لـ إيه سي ميلان الإيطالي. يعتبر من أبرز الاعبين في السنوات الأخيرة مع منتخبات الشباب في إيطاليا يعول عليه الميلان كثيرا لانه من أبناء النادي.

## روابط خارجية
- إغنازيو أباتي على موقع الاتحاد الدولي (مؤرشف)  (الإنجليزية)
- إغنازيو أباتي على موقع الاتحاد الأوربي (الإنجليزية)
- إغنازيو أباتي على موقع إي إس بي إن إف سي (الإنجليزية)
- إغنازيو أباتي على موقع قاعدة بيانات كرة القدم.إي يو (الإنجليزية)
- إغنازيو أباتي على موقع بيانات كرة القدم. دي إي (الألمانية)
- إغنازيو أباتي على موقع ناشيونال فوتبول تيمز (الإنجليزية)
- إغنازيو أباتي على موقع Soccerway.com (الإنجليزية)
- إغنازيو أباتي على موقع عالم كرة القدم.نت (الإنجليزية)
- إغنازيو أباتي على موقع كووورة
- إغنازيو أباتي على موقع أوليمبيديا (الإنجليزية)